# لامسوارد
لامسوارد (به هلندی: Lamswaarde) یک منطقهٔ مسکونی در هلند است که در هولست واقع شده‌است. لامسوارد ۸۲۰ نفر جمعیت دارد.